# Universitat de Durrës
L'Aleksandër Moisiu Universitat de Durrës (Albanian ; inicialisme: UAMD), també Universitat Aleksandër Moisiu o Universitat de Durrës, és la institució acadèmica pública més nova de la República d'Albània. La Universitat es troba a l'antiga ciutat de Durrës. La universitat va ser fundada el 20 de desembre de 2005 pel govern albanès. Va ser inaugurada l'any 2006 i utilitza el sistema educatiu nord-americà, a diferència de la resta d'universitats públiques del país. Més de 1.300 estudiants van començar les classes el 2 d'octubre de 2006. La Universitat de Durrës va prendre el seu nom de l'actor austríac - italià Aleksandër Moisiu, que era d'ascendència albanesa. El rector és Kseanela Sotirofski.

## Rectors
La llista de rectors de la Universitat Aleksandër Moisiu de Durrës:
1. Agim Kukeli,[2] 2006–2010
2. Mit'hat Mema, 2010–2016
3. Kseanela Sotirofski, 2016-present

## Òrgans de govern
La Universitat Aleksandër Moisiu té quatre òrgans de govern. El primer és el Claustre Acadèmic, que se centra en l'estratègia i l'organització de la universitat. El segon és el Consell d'Administració, que se centra en l'administració i les finances. El Consell d'Ètica és el tercer òrgan, que tracta temes ètics relacionats amb la universitat, i el quart és el Consell de Facultat, que està format pels professors de l'escola.

## Campus
La Universitat Aleksandër Moisiu té tres campus.

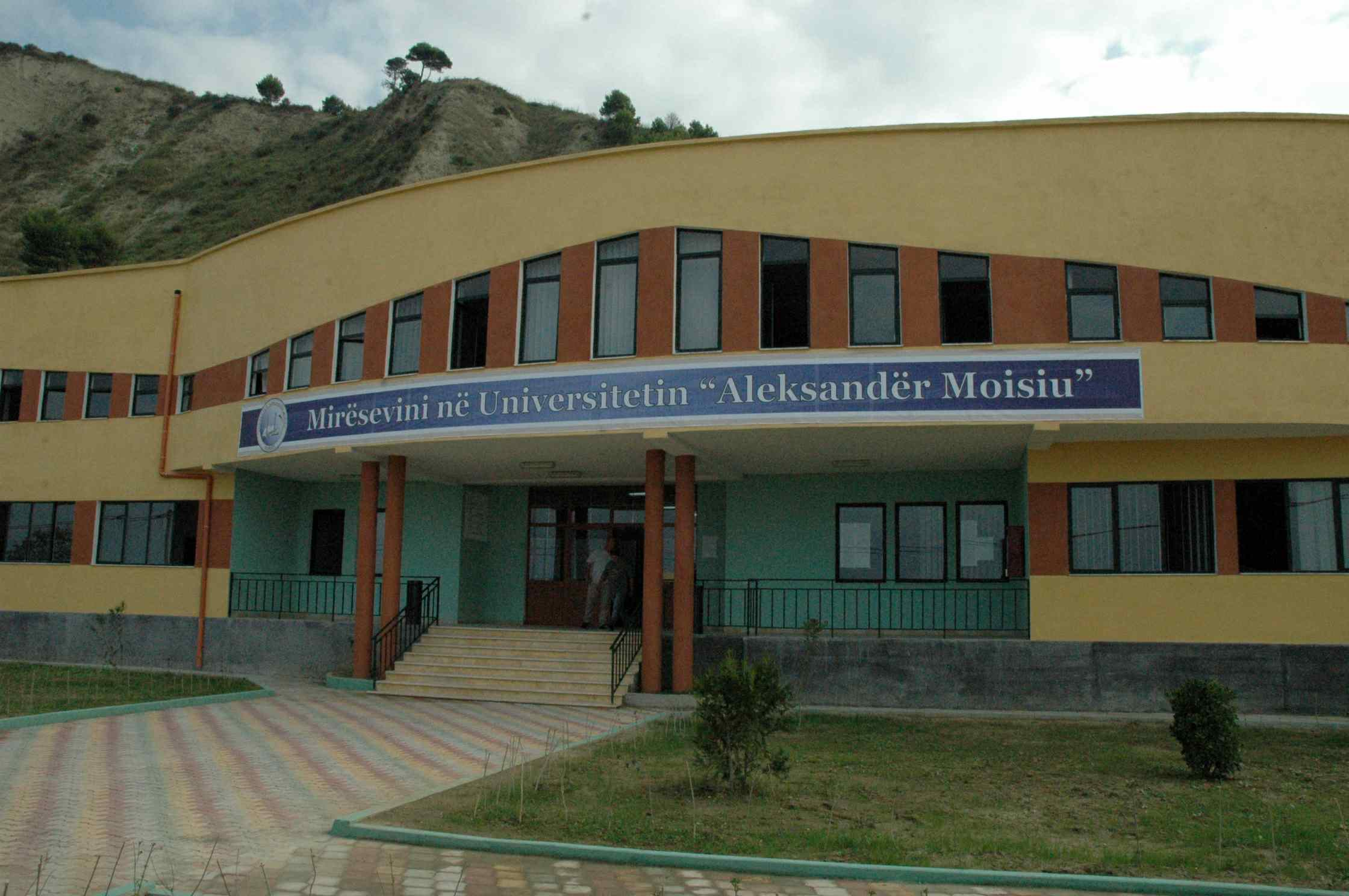
Campus de la UAMD Currila l'any 2006

El primer campus o campus antic es troba al carrer Currila (Rruga e Currilave), al centre de la ciutat de Durrës. Aquest campus es va inaugurar l'any 2006.
En aquest campus es troben la Facultat de Ciències Polítiques i Dret, la Facultat de Tecnologies de la Informació i les Comunicacions i la Facultat d'Estudis Professionals.

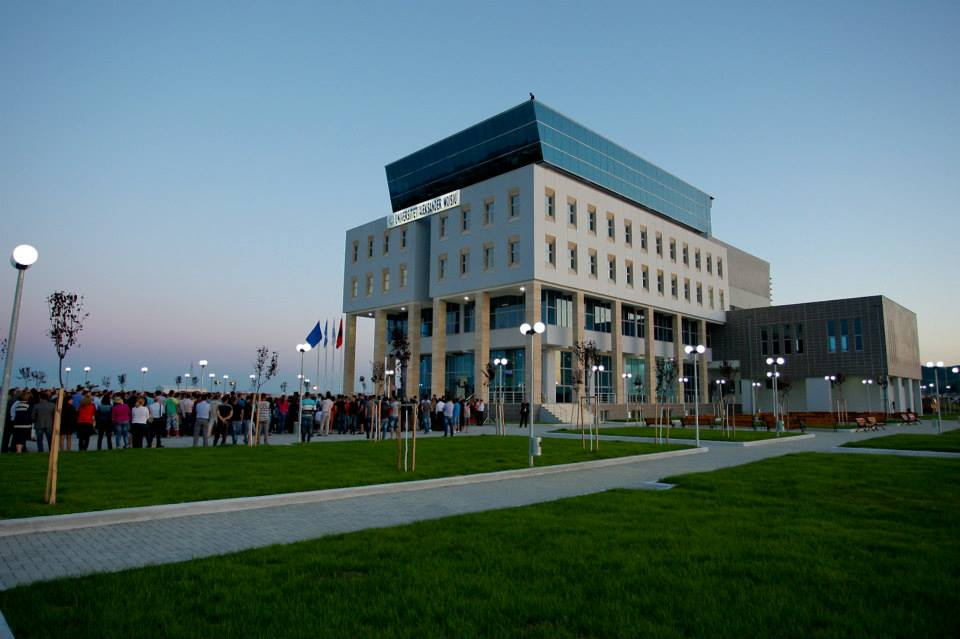
Campus de la UAMD Spitallë

El nou campus va ser inaugurat el 5 de juny de 2013 pel primer ministre albanés Sali Berisha i el ministre d'Educació Myqerem Tafaj. El segon campus és suburbà i es troba a Spitallë, Durrës.
Construït en una superfície de 55 hectàrees, compta amb dues sales de conferències amb una capacitat de 220-330 places, 3 aules d'informàtica, 26 sales d'actes amb una capacitat de 3.000 a 3.500 estudiants, biblioteca, sala de lectura i sala d'internet, 16 despatxos per a personal acadèmic i 8 despatxos administratius, així com la Sala d'Actes del Consell Científic, totes aquestes instal·lacions estan equipades amb sistemes de ventilació i calefacció, aparcament subterrani, parc, així com 5.000 metres quadrats d'espai verd.
En aquest campus es troben la Facultat d'Empresa i la Facultat d'Educació.
El tercer campus és l'edifici FASTIP, que es troba al carrer Lagjja Nr. 17, Rruga Adria, Durrës.

## Persones notables
Del 2006 al 2012, 2281 estudiants es van graduar a la universitat, amb la primera graduació realitzada el 2009. El nombre d'estudiants graduats va oscil·lar entre 160 el 2009 i 708 el 2011.

### Exalumnes destacats
- Odeta Nishani, la primera dama d'Albània
- Ilir Bejtja, viceministre d'Energia i Indústria d'Albània[12]

### Professors destacats
- Ilir Hoti, antic governador del Banc d'Albània[13]